# Будмериці
Будмериці (словац. Budmerice) — палац поблизу міста Модра.

## Місцезнаходження
Біля підніжжя Малих Карпат, на схід від міста Модра.

## Історія
Побудований у 1889 році родиною Палффі в псевдоготичному стилі. У 1945 році на підставі Декретів Бенеша націоналізований. В наш час[коли?] належить Союзу Словацьких Письменників. Відвідування замку в Будмериці можливе за домовленістю.